# Lidhultsåsen
Lidhultsåsen är ett naturreservat i Ljungby kommun i Kronobergs län.
Några hundra meter söder om samhället Lidhult ligger detta område som är 18 hektar stort och skyddat sedan 1980. 

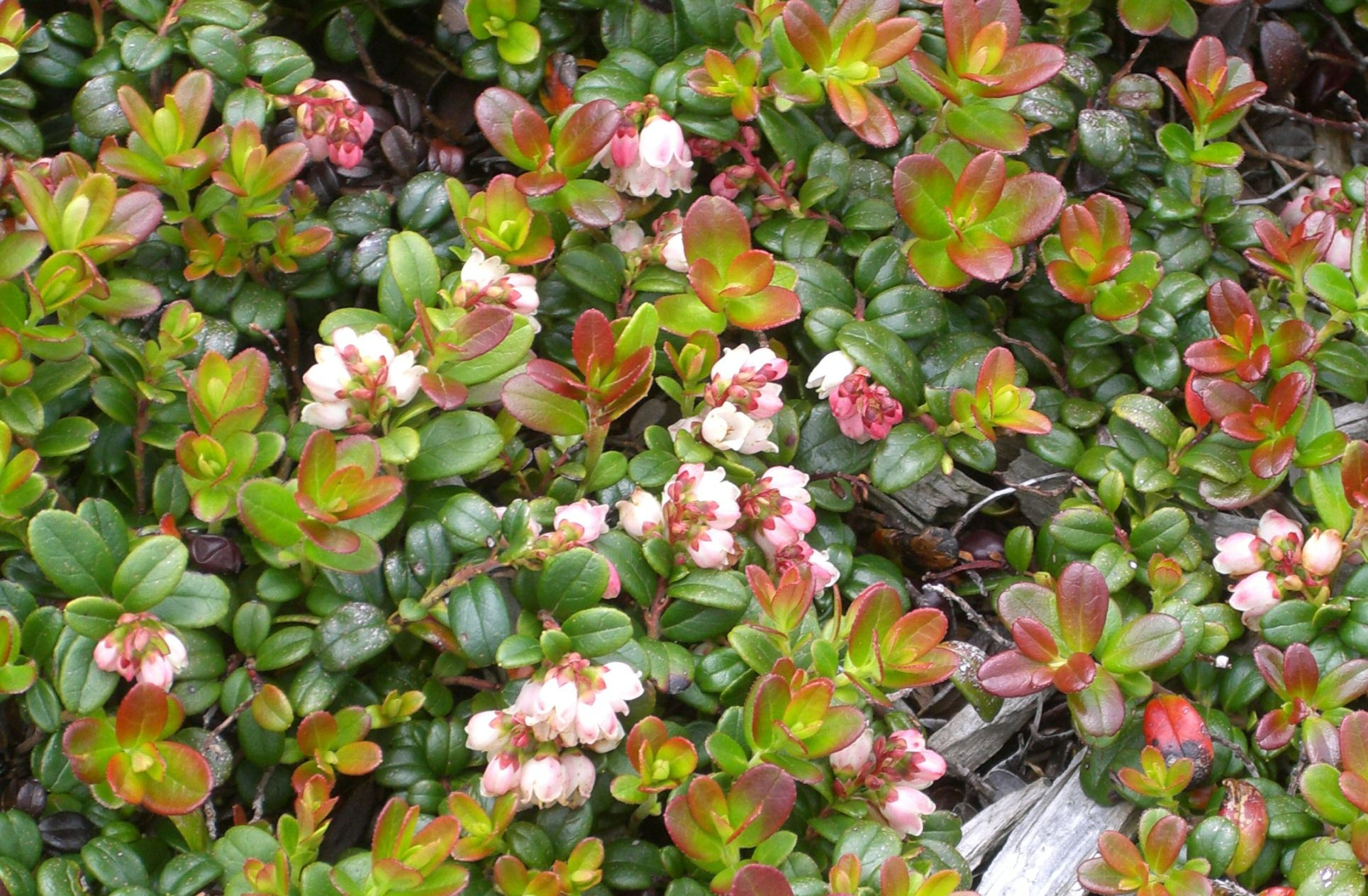
Lingonblommor

Det är till stor del bevuxet av tallskog och ligger vid sjöarna Ältasjön och Askaken. Reservatet består av åskullar efter isälvsavlagringar omgivna av kärr och myrmark. Lidhultsån rinner genom reservatet.
Nära samhället i norr ligger en badplats. Därifrån utgår en stig som leder runt reservatet i en slinga.